# Kazachstán na Letních olympijských hrách 2000
Na Letních olympijských hrách v roce 2000 se za Kazachstán zúčastnilo celkem 130 lidí, 86 mužů a 44 žen.

## Medailisté
| Medaile | Jméno                  | Sport      | Soutěž                          |
| ------- | ---------------------- | ---------- | ------------------------------- |
| Zlato   | Olga Šišiginová        | Atletika   | Ženy 100 metrů překážek         |
| Zlato   | Jermachan Ibraimov     | Box        | Muži váha lehkotěžká do 71 kg   |
| Zlato   | Bekzat Sattarchanov    | Box        | Muži pérová váha do 57 kg       |
| Stříbro | Islam Bajramukov       | Zápas      | Muži volný styl do 97 kg        |
| Stříbro | Mukhtarkhan Dildabekov | Box        | Muži váha supertěžká nad 91 kg  |
| Stříbro | Bulat Jumadilov        | Box        | Muži váha muší - 52 kg          |
| Stříbro | Alexandr Vinokurov     | Cyklistika | Muži silniční závod jednotlivců |